# Yann Kitala
Yann Kitala (Parijs, 9 april 1998) is een Franse voetballer die als aanvaller bij Le Havre AC onder contract staat en in het seizoen 2023/24 verhuurd is aan Almere City FC.

## Carrière
Kitala werd op 30 augustus 2019 door Olympique Lyonnais verhuurd aan FC Lorient. In juni 2020 tekende hij een driejarig contract bij FC Sochaux. Op 13 juli 2022 maakte hij de overstap naar Le Havre AC, weer met een contract voor 3 jaar.
Op 1 september 2023 augustus werd hij voor één seizoen verhuurd aan Almere City FC.

## Clubstatistieken
| Seizoen | Club             | Competitie | Competitie | Competitie | Overig | Overig | Totaal | Totaal |
| Seizoen | Club             | Competitie | Wed.       | Dlp.       | Wed.   | Dlp.   | Wed.   | Dlp.   |
| ------- | ---------------- | ---------- | ---------- | ---------- | ------ | ------ | ------ | ------ |
| 2023/24 | → Almere City FC | Eredivisie | 11         | 2          | 1      | 0      | 12     | 2      |
| Totaal  | Totaal           | Totaal     | 11         | 2          | 1      | 0      | 12     | 2      |

Bijgewerkt t/m 17 september 2023.

## Interlandcarrière
Kitala speelde één wedstrijd voor Congo-Kinshasa -20.
1 Bakker ·
2 Dankerlui ·
3 Jacobs ·
4 Visus ·
5 Ritmeester van de Kamp ·
6 Carbonell ·
7 Providence ·
8 Tahiri ·
9 Robinet  ·
11 Kadile ·
12 Jasim ·
14 Zagaritis ·
15 Lawrence ·
16 Nalić ·
17 Hansen ·
18 Brym ·
19 Haye ·
20 Akujobi ·
21 Guillaume ·
22 Barbet ·
23 Balboa ·
24 Mattoir ·
25 Mamengi ·
26 Keller ·
27 Martins ·
28 Receveur ·
29 Wendlinger ·
30 Kuiper ·
31 Van der Wilt ·
32 De Nijs ·
34 Foah-Sam ·
34 Pinas ·
36 Beaumont ·
37 Puriel ·
39 Poku ·
40 Dors ·
41 Mateyo ·
50 Garden ·
Coach: Rijsdijk
· Assistent-coach: Booy
· Assistent-coach: Dastgir
· Assistent-coach: Talan
· Keeperstrainer: Etemadi